# Mo Jen
Mo Jen (kínaiul: 莫言, pinjin: Mò Yán; 1955. február 17. –) Nobel-díjas kínai író. Az ő azonos című regénye alapján készült Csang Ji-mou Arany Medve-díjas Vörös cirokmező (1987) című filmje.

## Élete
Az író Kuan Moje (Guan Moye) néven született, a Mo Jen (Mo Yan) a művészneve, amely azt jelenti, hogy „nem beszél”.

## Munkássága
Mo Jen (Mo Yan) 2012-ben kapta meg az irodalmi Nobel-díjat a Svéd Akadémiától. A művész az egyik leghíresebb kínai író. Többször tiltólistára került a kommunista Kínában. Stílusát Franz Kafkáéhoz és Joseph Helleréhez hasonlítják. Hallucinatív realizmussal elegyíti a népmeséket, a történelmet és a mai valóságot.
Herta Müller Nobel-díjas író katasztrófának nevezte, hogy Mo Jennek (Mo Yannek) ítélték oda 2012-ben az irodalmi Nobel-díjat. „Ennek soha nem lett volna szabad megtörténnie” – nyilatkozta, mert szerinte a kínai író dicsőíti a cenzúrát.

## Válogatott művei
A magyar címek Zombory Klára 2013-as Szeszföld fordításának fülszövegéből lettek átvéve, kivéve azokat a műveket, amik megjelentek magyarul és esetleg attól eltérő címet kaptak:
- 《红高粱家族》Red Sorghum (A vörös cirók nemzetsége) (1987)
- 《天堂蒜薹之歌》The Garlic Ballads (angol kiadás: 1995) (A mennyország-járási fokhagyma dala)
- 《欢乐》"Öröm" Angolul Explosions and Other Stories címen jelent meg (novellagyűjtemény)
- 《酒国》 The Republic of Wine: A Novel (1992; angol kiadás: 2000) (Magyar kiadás: 2013)
- 《师傅越来越幽默》Shifu: You'll Do Anything for a Laugh (novellagyűjtemény) (A mester egyre humorosabb)
- 《丰乳肥臀》Big Breasts & Wide Hips (1996; angol kiadás: 2005) (Dús keblek, kövér fenekek)
- 《生死疲劳》Life and Death Are Wearing Me Out (angol kiadás: 2008) (Magyar kiadás: 2020)

## Magyarul
- Szeszföld; ford. Kalmár Éva, versford. Kosztolányi Dezső, Mesterházi Mónika, Szerdahelyi István; Noran Libro, Bp., 2013 ISBN 978-615-5274-46-6
- Békák; ford. Zombory Klára, versford. Csongor Barnabás, Tőkei Ferenc, Weöres Sándor; Noran Libro, Bp., 2014 ISBN 978-615-5274-57-2
- Élni és halni végkimerülésig; ford. Kiss Marcell, Noran Libro, Bp., 2020 ISBN 978-963-5170-95-1